# Sidney Altman

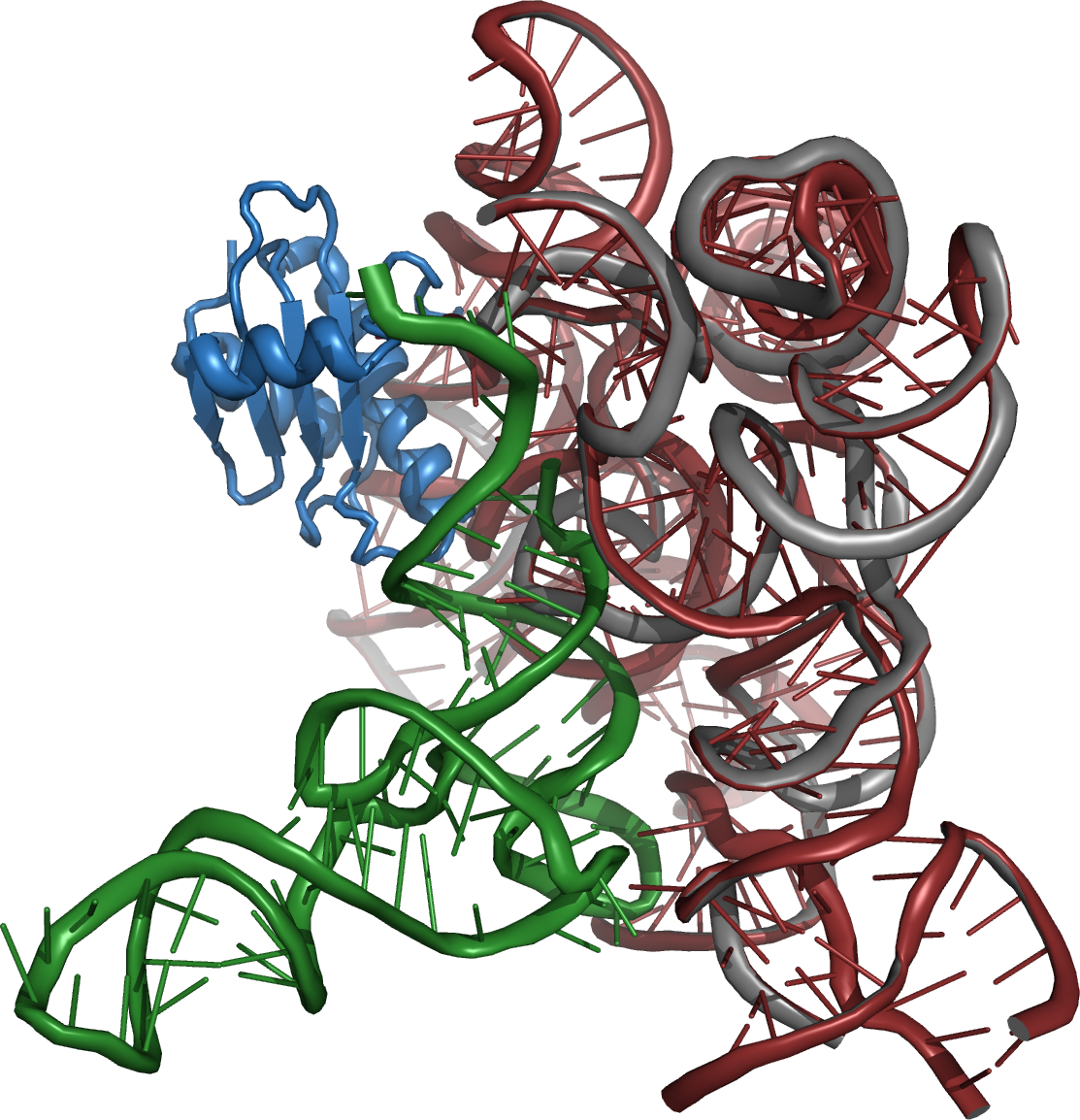
Structura cristalină a ribonucleazei bacteriale P RNA cu substratul tRNA (în verde)

Sidney Altman (n. 7 mai 1939, Montréal, provincia Québec, Canada – d. 5 aprilie 2022, Rockleigh⁠(d), New Jersey, SUA) a fost un specialist canadian în biologia moleculară,  canadian, evreu de origine, profesor de biologie moleculară și de biologie celulară și a dezvoltării la Universitatea Yale din Statele Unite. Altman este laureat al Premiului Nobel pentru chimie (1989) împreuna cu Thomas Cech, în urma cercetărilor sale asupra proprietăților catalitice ale ARN. În anul 1983  Sidney Altman a descoperit ca ARN nu este numai purtător al informației genetice. ARNt, și mai precis ARN-ul catalitic poate pune în acțiune reacții biologice, acționând ca biocatalizator. Aceasta descoperire a deschis noi posibilități de cercetare, inclusiv în domeniul originii vieții.

## Premii și distincții
- 1990 - membru al Academiei Naționale de Științe a Statelor Unite
- 1990 - membru al Academiei Americane de arte și științe
- 1989 - ordinul de merit din partea Institutelor Naționale pentru Sănătate ale Statelor Unite
- 1989 - Premiul Levis Rosenstiel pentru realizări excepționale în științele de bază ale medicinei
- doctor honoris causa al Universităților Montreal, York (Toronto), Colorado, Columbia Britanică, McGill din Montreal,al Colegiului Dartmuth, al Universității Ebraice din Ierusalim
- 1989 - Premiul Nobel pentru chimie